# Озеро Магистратское
«Озеро Магистратское» — гидрологический памятник природы местного значения, расположенный в южной части Деснянского района Черниговского горсовета (Черниговская область, Украина). Площадь — 63 га.

## История
Статус памятника природы был присвоен решением Черниговского облисполкома от 27.04.1964 №236.
Ранее памятник природы находился в ведении Черниговского завода железобетонных изделий. Согласно изданию «Чернігівщина: Енциклопедичний довідник», площадь памятника природы — 69 га.

## Описание
Памятник природы занимает акваторию одноименного озера, что на левобережной пойме Десны, с прибрежной полосой и водно-болотными угодьями (внутренняя часть изгиба котловины).
Урез воды — 104 м над уровнем моря.